# The Second Coming
The Second Coming — студийный альбом американского певца Литла Ричарда, вышедший в 1972 году, его третья долгоиграющая пластинка на лейбле Reprise Records.

## Об альбоме
Для работы над альбомом Литл Ричард пригласил Роберта Блэкуэлла, с которым он работал на Specialty Records в 1950-е гг. Вместе они написали большую часть нового материала. Во время сессий было записано достаточно материала ещё на один альбом. Десять лишних песен были отобраны, сведены и приготовлены для альбома «Southern Child», однако пластинка так никогда и не вышла, и певец прервал контракт с лейблом, посчитав, что фирма не уделяла ему достаточно внимания как артисту. Лишь в 2005 году неизданные песни с тех сессий были изданы в бокс-сете «The Complete Reprise Recordings».

## Список композиций
1. «Mockingbird Sally» — 3:41
2. «Second Line» — 4:50
3. «It Ain’t What You Do, It’s the Way How You Do It» — 2:45
4. «The Saints» — 5:03
5. «Nuki Suki» — 5:32
6. «Rockin’ Rockin’ Boogie» — 5:28
7. «Prophet of Peace» — 3:19
8. «Thomasine» — 3:11
9. «Sanctified, Satisfied Toe-Tapper» — 7:12